# Бузан-хан
Бузан-хан (*д/н — 1335) — 18-й хан Чагатайського улусу в 1334—1335 роках.

## Життєпис
Походив з династії Чингізидів. Син Дува-Тимура, хана Чагатайського улусу. Непевне, замолоду прийняв іслам, та водночас дотримувався установ Великої Яси. Перша згадка про нього сягає 1333 року. 1334 року здійняв повстання проти хана Тармаширіна, рушивши з Семиріччя до Мавераннахру. Водночас на курултаї під Самаркандом сталася змова проти Тармаширіна. Невдовзі того було повалено й страчено. Новим ханом став Бузан.
Він припинив переслідування юдеїв і християн, відновивши політику релігійної терпимості. Невдовзі повернув столицю з Бухари до Алмалика. Разом з тим зіткнувся з претендентом на трон — Арджукамом, нащадком Толуя, якого підтримували в деяких ордах східної частини улусу. Перемігши Арджукама, Бузан-хан встановив владу в усій державі. Проте вже 1335 року його було вбито внаслідок змови. Поховано поблизу Алмалика в селищі Харрар. Новим ханом став його двоюрідний брат Чанкші.